# Nave nave moe
Nave nave moe – obraz francuskiego malarza Paula Gauguina.
Obraz powstał w 1894 roku w Paryżu. Inspiracją do jego powstania była podróż Gauguina na Tahiti w 1891 roku. Już w 1895 był wystawiony na wystawie zorganizowanej w Hôtelu Drouot, siedzibie domu aukcyjnego. W Rosji po raz pierwszy został wystawiony w 1895 roku pod tytułem Eau delicieuse. Od 1908 roku dzieło należało do moskiewskiego kolekcjonera Morozowa, od którego w 1931 roku trafiło do Muzeum Sztuki Zachodniej w Moskwie, a następnie do Ermitażu.
Obraz przedstawia dwie postacie, na pierwszy rzut oka dwie kobiety tahitańskie, odpoczywające na łonie natury w pobliżu lustra wody. Napis znajdujący się w lewym dolnym rogu – Nave nave moe, jest tłumaczony jako „Radość odpoczynku”, „Radość inspiracji” lub „Słodkie sny”. Dzieło ma jednak głębsze symboliczne znaczenie i nawiązuje do chrześcijańskiego Odkupienia. Przedstawiona kobieta z jabłkiem nawiązuje do biblijnej Ewy i jest jej tahitańską wersją. Obok niej siedzi kobieta z aureolą, co ma sugerować, iż jest to Matka Boska. Kobiety zostały ukazane na tle podwójnego miejscowego posągu bożka, prawdopodobnie boga Taaroa i jego żony. Lustro wody jest symbolem zbawienia duszy, do czego nawiązuje rosyjski tytuł obrazu. Poprzez ukazanie dwóch kobiet z cechami tahitańskimi, jednocześnie nawiązując do chrześcijańskich symboli, Gauguin pragnął przedstawić dwie cechy tahitańskich kobiet: z jednej strony skłonność do grzechu, a z drugiej niewinność. Uzupełnieniem obrazu jest przedstawienie bujnej białej lilii, która miała symbolizować roślinność tropikalną, jak i czystość Madonny.
Dzieło Gauguina jest przykładem syntetycznego stylu malarza, na którym widoczny jest uproszczony rysunek, płaskie plamy koloru. Swój styl i fascynację Tahiti malarz prezentował na innych obrazach m.in. Tahitańskie narodziny Jezusa oraz Aha oe feii? (Jak to jesteś zazdrosna?) z 1892 roku, na którym ponowił motyw kobiety z drugiego planu lub Vairaoumati tei oa (Jego imię brzmi Vairaoumati), gdzie ponownie namalował podwójnego bożka.